# Dolichodes
Dolichodes is een geslacht van kevers uit de familie van de loopkevers (Carabidae). De wetenschappelijke naam van het geslacht is voor het eerst geldig gepubliceerd in 1865 door Motschulsky.

## Soorten
Het geslacht Dolichodes is monotypisch en omvat slechts de volgende soort:
- Dolichodes geniculatus Motschulsky, 1865